# Гайнц Шомбург
Гайнц Шомбург (нім. Heinz Schomburg; 28 вересня 1914, Барзінггаузен — ?) — німецький офіцер-підводник, капітан-лейтенант крігсмаріне.

## Біографія
5 квітня 1935 року вступив на флот. З листопада 1939 року — вахтовий і радіотехнічний офіцер, а також ад'ютант на допоміжному крейсері «Штір». В липні-грудні 1940 року пройшов курс підводника. З 15 лютого 1941 року — 1-й вахтовий офіцер на підводному човні U-78. З 22 жовтня по 25 листопада 1941 року — командир U-145. З грудня 1941 року — 1-й вахтовий офіцер на U-561. В травні-серпні 1942 року пройшов курс командира човна. З 5 вересня 1942 по 18 червня 1943 року — командир U-561, на якому здійснив 6 походів (разом 140 днів у морі). 24 вересня 1942 року потопив єгипетський вітрильник «Сфінкс» водотоннажністю 39 тонн; ніхто з членів екіпажу вітрильника не загинув. В липні 1943 року переданий в розпорядження 29-ї флотилії. З вересня 1943 року — офіцер з набору на 1-му пункті прийому кандидатів в офіцери ВМС. З січня 1944 року — начальник відділу набору ВМС. З жовтня 1944 по травень 1945 року — навчальний офіцер і начальник зондеркоманди «Шомбург» 600-го навчального командування K-Verbände.

## Звання
- Кандидат в офіцери (5 квітня 1935)
- Морський кадет (25 вересня 1935)
- Фенріх-цур-зее (1 липня 1936)
- Оберфенріх-цур-зее (1 січня 1938)
- Лейтенант-цур-зее (1 квітня 1938)
- Оберлейтенант-цур-зее (1 жовтня 1939)
- Капітан-лейтенант (1 жовтня 1942)

## Нагороди
- Медаль «За вислугу років у Вермахті» 4-го класу (4 роки)